# لودغرشل (باكينجهامشير)
لودغرشل (بالإنجليزية: Ludgershall, Buckinghamshire)‏ هي قرية وأبرشية مدنية تقع في المملكة المتحدة في إنجلترا. يقدر عدد سكانها بـ 409 نسمة .